# Faga'itua
Faga'itua é uma aldeia no leste da ilha de Tutuila, na Samoa Americana. Está localizado na costa central da baía de Faga'itua. Fica no condado de Sua, também conhecido como 'o le falelima i sasa'e (“a casa dos cinco no leste”). Fagaitua está localizado em uma baía rasa na costa sul da ilha, entre Lauli'i e Alofau. É o lar de Luafagā, a casa dos chefes de Le'iato, e o grande malae Malotumau.
Os recifes de coral em Faga'itua sofreram danos significativos durante o tsunami de 2009.
O time de futebol do ensino médio, o Faga'itua Vikings, conquistou mais títulos do que qualquer outro time do ensino médio na Samoa Americana, apesar de ser uma das menores escolas e não ter seu próprio campo de futebol.
Em 2018, foi feito um monumento para a Associação de Antigos Alunos da Faga'itua High School, a fim de comemorar o 50.º aniversário da Faga'itua High School. A estátua será montada no pedestal, projetado e construído pelo Departamento de Obras Públicas da Samoa Americana. Está localizado em frente à escola secundária de Faga'itua. A estátua mostra um guerreiro viking com a cabeça inclinada para o leste e a estrela oriental. A estátua foi feita localmente na ilha de Tutuila.

## Demografia
| Crescimento populacional | Crescimento populacional |
| ------------------------ | ------------------------ |
| 2010                     | 433                      |
| 2000                     | 483                      |
| 1990                     | 455                      |
| 1980                     | 422                      |
| 1970                     | 302                      |
| 1960                     | 309                      |
| 1950                     | 255                      |
| 1940                     | 212                      |
| 1930                     | 152                      |